# 旺旺中時併購中嘉案

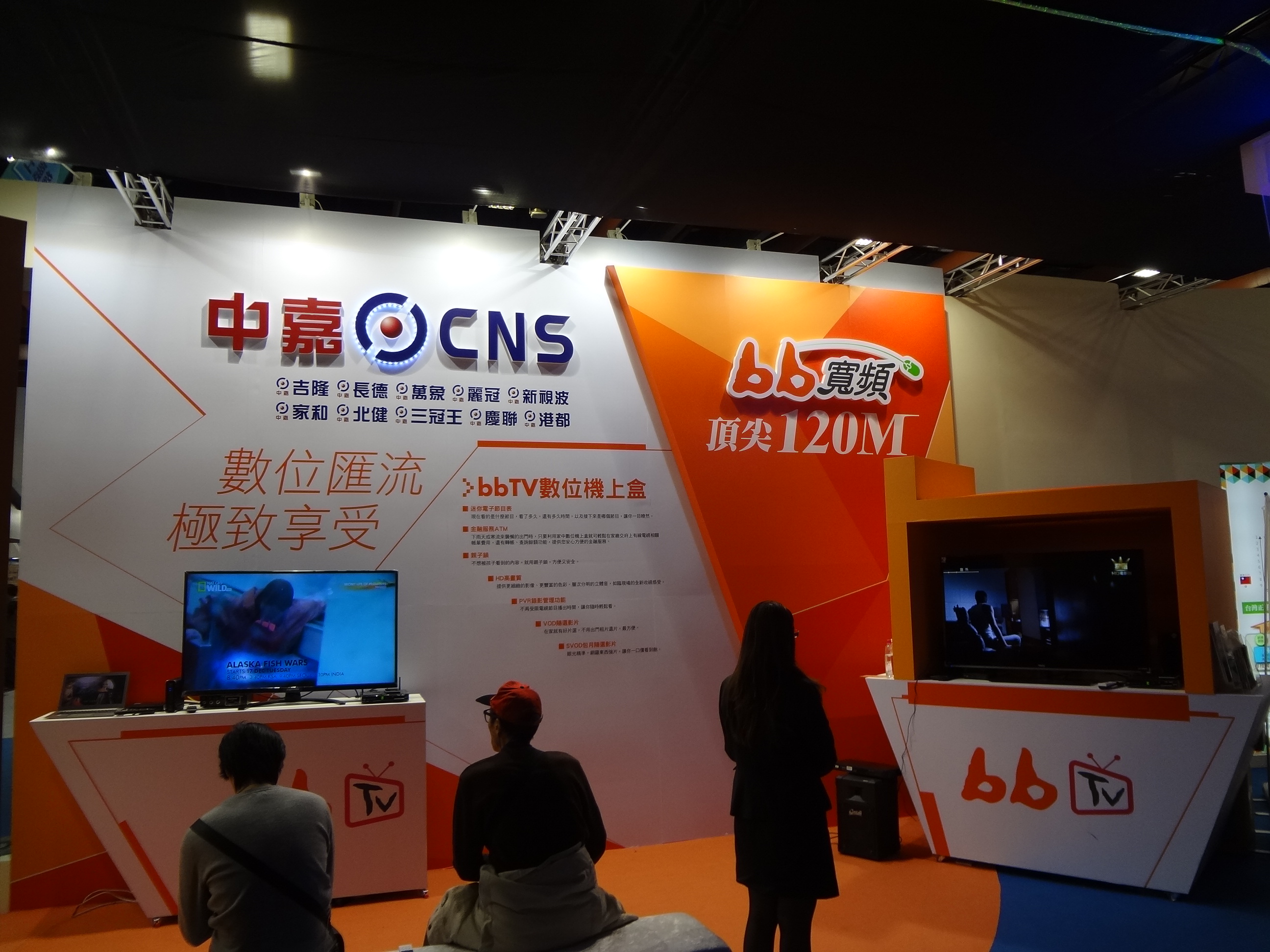
中嘉系統商的2013資訊月廣告攤位

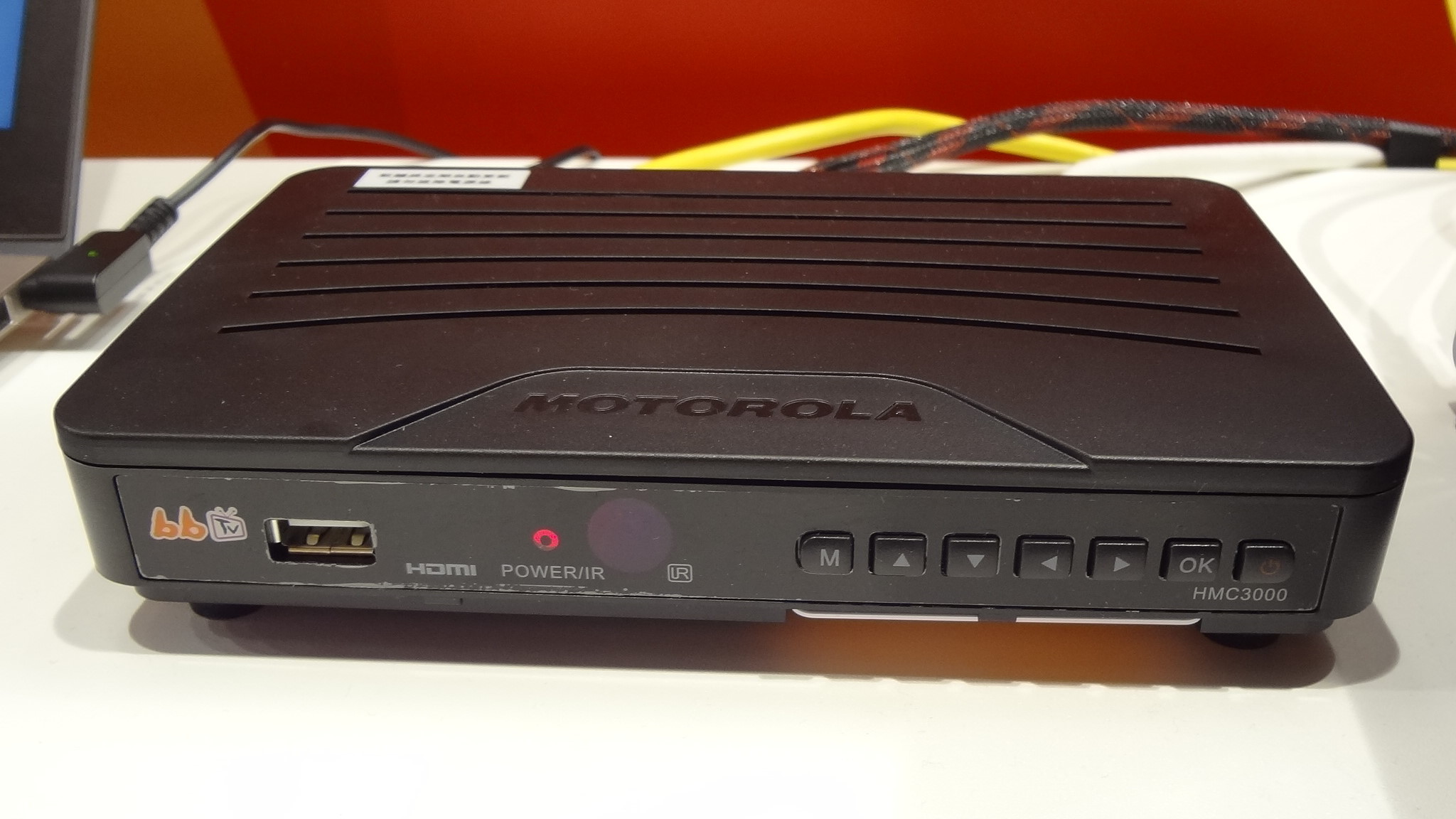
中嘉網路bbTV數位機上盒

旺旺中時併購中嘉案（簡稱旺中案）是台灣一個新聞媒體併購案，起因為旺旺中時媒體集團自2011年起向中華民國國家通訊傳播委員會（NCC）提出併購國內主要有線電視系統業者之一的中嘉網路。
旺旺中時媒體集團在併購前已擁有中國時報、中國電視、中天電視等媒體， 購併中嘉網路後掌握12個頻道和11個有線電視系統，部分人士、學者、團體與媒體認為，屆時旺中將可能掌握決定民眾收看的有線電視內容之權力，質疑可能造成媒體集中化與新聞壟斷。除此之外，並以其集團總經理蔡衍明於中國經商，跟中國官方互動密切，認為此案將可能會讓中國政府控制台灣媒體，危害台灣言論自由與民主。
旺中集團則認為此事是單純商業行為，認為台灣人民仍然保有自由收視的權利，否認將會因此造成新聞壟斷。並主張旺旺集團並無中資，也不會因為中國壓力而影響台灣新聞自由。
本案引起學界、朝野黨派、及社會大眾之關注與相互爭議，從2011年9月開始審查後，歷經多次抗議與公聽會。NCC於2012年7月25日審議後宣佈有條件通過，除旺中寬頻提出經營中嘉之25項承諾外，另包括NCC要求履行之3項附停止條件，NCC則表示併購案在旺中落實NCC條件前不生效力。
2013年2月20日，中华民国國家通訊傳播委員會認定旺旺中時集團併購中嘉案的三項停止條件尚未成就，故不予通過。

## 事件概述
原以食品產銷為主的旺旺集團，在2008年11月收購中國時報集團，合併成為旺旺中時媒體集團。旺旺中時旗下的「旺中寬頻」，三大股東分別為蔡衍明（旺旺集團董事長）、蔡鎮宇（國泰金控前副董事長）、王令麟（東森國際董事長）。
旺中寬頻欲以新臺幣700多億元收購中嘉集團，成為全亞洲近五年來最大一宗媒體併購案。NCC為此案召開數次聽証會及公聽會。審查委員為主任委員蘇蘅、及張時中、魏學文、劉崇堅等共四位。陳正倉、鍾起惠及翁曉玲等三名委員迴避審查，且不對此發言。
部份民間學者例如立法委員黃國昌等人，擔心因此形成新聞壟斷而表示反對，進行多次抗議。
2012年7月25日，NCC對該案進行最後一次審議，最後做出「有條件通過」的決議，其條件包括中視新聞部應成立獨立編審制度、旺中集團蔡衍明與關係人需與中天切割、「中視新聞台」無線數位台應申請更改營運計畫為非新聞台等。
2013年2月20日，NCC決議，因上述條件未成就，不予通過。

## 事件背景

### 旺中集團與中嘉系統併購
2008年，旺旺集團總經理蔡衍明，自余建新手上，收購了中時報系，並進一步準備入主中天電視台與中國電視台。
部份新聞學者，包括台湾大学經濟系鄭秀玲、林惠玲，台大新聞所張錦華、林麗雲、洪貞玲、台大國發所劉靜怡、台大電機系林宗男、中研院法律研究所副研究員黃國昌等人，擔心旺中集團「跨媒體經營」，壟斷新聞媒體，聯合反對這個收購案。
2009年5月8日TVBS、緯來、年代等電視台高層主管於聽證會中表示，政府對媒體的控制不能無限上綱，並擔心以後NCC會同樣無禮對待其他媒體，箝制媒體發展，反而戕害了言論自由
2009年5月27日，NCC提出七項附款及四項改善事項，有條件通過『中國電視事業股份有限公司及中天電視股份有限公司申請董事長、董監事及總經理變更案』。蔡衍明完成收購中天電視台與中視，建立旺旺中時集團。
對於NCC提出的附款，旺中集團表示若條款是根據法令所訂定且由業界一體適用，則中視及中天兩家電視台都會遵循，但若附款是針對旺中集團的「旺旺條款」，則旺旺中時集團不能接受。旺中集團並重申，所有資金皆為旺旺蔡家所有，絕無分毫來自中資。就此質疑，NCC於2009年6月3日修正刪除部分附帶條款
2010年10月，旺中集團展開新的併購計劃，目標是併購中嘉系統。

### 新聞學者串連反對
2010年9月起，台灣大學新聞所多名教授認為此案的通過將導致媒體資源與實質影響力過度集中、缺乏有效競爭，而恐有傳媒托拉斯危害表達自由之虞，出面表達反對意見，並投書媒體。在2011年9月6日該案第一次聽證會之後，至該年年底的4個月期間，相關的投書、座談會、連署等活動持續不斷，主要包括：
- 2011.09.29　台大新聞所舉辦「媒體巨獸來了？跨媒體市場集中」座談會
- 2011.10.17　【媒體巨獸出沒請注意】公民網路連署
- 2011.10.23　台大新聞所舉辦「政府怠惰，全民受罪？！─反媒體巨獸，要NCC把關」記者會
- 2011.10.24　NCC召開第一次旺中併購案公聽會，媒改團體與學生代表於場外演出行動劇
- 2011.10.31　台大新聞所洪貞玲教授受邀出席立法院交通委員會全體會議，針對本案發言
- 2011.11.17　「傳播政策的反思與重構：從旺中購併中嘉爭議談起」座談會，台大新聞所教授林麗雲為與談人
- 2011.12.05　台大新聞所主辦「落實新聞自由與人權保障--從立委施壓旺中案看誹謗除罪化」座談會，洪貞玲教授主持
- 2011.12.13　台大新聞所主辦「從旺中案到媒體政策討論系列：有線電視法修法」，林麗雲教授主持
- 2011.12.22　台大新聞所主辦「美國媒介集中與管制經驗：從AT&T/T-Mobile購併案談起」演講，洪貞玲教授主持

### 審查委員退出
在旺旺收購中視及中天案中，NCC曾提出了附帶條款。2009年6月2日，蔡衍明於《中國時報》等報紙，針對陳正倉、鍾起惠及翁曉玲等三名委員，刊登以他們大頭照為主的全版廣告，標題為「理直氣壯 以直報怨」。蔡衍明認為附加條款是「針對性」，質疑他們三人缺乏中立性，在廣告中聲明，如併購案不能如期通過，此三人應負全責。旺中併購中嘉案於2011年9月開始審查後，上述三名委員因此事件而決定退出審查。在稍後於專訪中表示，該附帶條款為七名委員一致通過，業者不應透過媒體對NCC及其委員提出不實指控及施壓。另外並揭露NCC遭遇行政、政治干預的情況，表達不滿。

### 旺旺中時與中國
2009年2月，《天下雜誌》刊出報導，指稱蔡衍明在收購《中國時報》之前，曾向中华人民共和国国务院台湾事务办公室主任王毅報告，王毅並承諾將會協助。在報導中指出，蔡衍明收購《中國時報》主要是為了進軍中國媒體業，提高他在中國的影響力。蔡衍明曾指示《中國時報》編輯部不得批評馬政府。蔡衍明本人否認這項報導，認為與王毅會面只是禮貌性拜會。但這引發外界擔心旺中集團立場傾中，以及將會影響新聞自由。
2012年1月21日《華盛頓郵報》記者安德魯·希金斯（Andrew Higgins）專訪旺旺集團總裁蔡衍明，刊出報導。在報導中，指稱蔡衍明發表「六四天安門事件並沒有死那麼多人」，「中國在很多地方已經很民主」，「期待統一」等言論。他同時提到，曾有記者的報導，「冒犯了人、傷害了我」「記者雖然有批評的自由，但是下筆前必須考慮後果」，因此遭到他撤換。外界聯想到這是指《中國時報》前總編輯夏珍在陳雲林C咖事件中遭到撤換。蔡衍明先生於2012年1月31日於王丹臉書首次公開指稱該報刻意曲解發言，並否認該報導之內容。
2012年2月6日，大陆民運人士王丹及澄社成員，聯合媒觀、民主平台、人權團體等六十六名學界、文化界人士，發動拒絕中時運動，要求蔡衍明道歉，並停止干預新聞自由。
2012年2月10日，蔡衍明於《中國時報》發表《關心大陸民主，中時依舊忠實》社論再次公開聲明，認為《華盛頓郵報》專訪曲解他的意思。《華盛頓郵報》堅持他們處理新聞的方式並無不妥，雙方的論戰也沒有因此停止。
由於擔心旺中集團因為中國市場的影響，立場將會傾向北京，影響台灣民主的發展，因此反對旺中集團進一步的擴張，與先前反旺中的新聞學者聯合，一同反對併購案。
旺中集團多次保證，他們不會影響新聞自由，希望回歸到單純的商業行為。

### 壹電視上架事件
壹電視向中嘉系統洽談在有線電視上架，目前仍然未成功。壹傳媒指控旺中集團，以其影響力，影響中嘉系統，妨礙壹電視的上架，並主張旺旺中時併購中嘉案將會造成新聞媒體的壟斷。他們認為，旺中集團相關媒體，多次發表報導，攻擊壹電視。
但旺中集團否認此項指控，指稱就連全國第一大的有線電視系統凱擘也並未讓壹電視上架，現中嘉頻道代理商、森森百貨董事趙世亨則亦強調壹電視無法正式上架是價格問題。旺中集團也反控壹傳媒長期攻擊旺中集團。

## 審查歷史

### 大事紀要
- 2011.09.06 本案第一次聽證會
- 2011.09.29 台大新聞所舉辦「媒體巨獸來了？跨媒體市場集中」座談會
- 2011.10.17 【媒體巨獸出沒請注意】公民網路連署
- 2011.10.23 台大新聞所舉辦「政府怠惰，全民受罪？！─反媒體巨獸，要NCC把關」記者會
- 2011.10.24 NCC召開第二次旺中併購案聽證會，媒改團體與學生代表於場外演出行動劇
- 2011.10.31 台大新聞所洪貞玲教授受邀出席立法院交通委員會全體會議，針對本案發言
- 2011.11.17 「傳播政策的反思與重構：從旺中購併中嘉爭議談起」座談會，台大新聞所教授林麗雲為與談人
- 2012.07.25 NCC宣佈「有條件通過旺中併購案」。
- 2012.07.26 部分媒體報導旺中集團對於NCC所要求3項附加條款，審查時並未達成共識
- 2012.07.27 NCC再次強調旺中集團需遵守協議，否則併購無效
- 2012.07.28 旺中集團聲明絕對沒有就NCC決議，如部分媒體所稱事後「生變」或「翻盤」的情事。

### NCC第一次公聽會
2011年10月24日NCC召開第一次旺中併購案公聽會，旺中寬頻董事長蔡紹中再度強調，在上次2011年9月6日NCC第一次聽證會，已經承諾如果合併案過關，將辭去中天董事長一職。有線電視多系統台並非媒體而是平台。旺中寬頻預計7年內投資75億元提升數位化，目前中嘉的數位比例仍偏低，但如果購併案過關後第1年希望可以將數位化的比例從5%提升到15%。對於多位學者擔心影響力擴大的問題，蔡紹中認為，當數位化加速後，頻道數位增加，反而有利內容的上架，至於頻道位置及上下架等，都需要主管單位的同意，並非旺中寬頻可以任意決定，對於反對者的疑慮，亦承諾將成立跨媒體監督，但仍遭相關反對人士、學者、團體與媒體，包括台灣媒體觀察基金會、公民監督國會聯盟、台灣記者協會於台灣連署資源運籌平台發起「媒體巨獸出沒請注意 -- NCC 4人委員會違反程序正義 應立即停止審查並另組專案委員會」的抗議，這項網路活動已獲得約三千多位團體與個人連署。

### NCC第二次公聽會
2012年5月7日，NCC舉辦本案之第二次公聽會，全程長達8小時，創下有史以來最長公聽會之紀錄。原本不出席的旺旺集團總裁蔡衍明，在公聽會開始之前，旺中寬頻在會場外散發一份「蔡衍明未出席公聽會的呼籲」聲明，強調旺中案已嚴重延遲台灣有線電視數位化進度，該聲明提及「如果最後旺中案獲准通過，但各界對該案卻仍存有疑慮，我願意支持立院修法，再將此一數位資產由政府收購回去」。爾後蔡衍明意外現身公聽會，並且全程坐在底下聆聽。他以本案關係人的身分上台發言，「主管們都反對我來，本來不出席，但是昨晚睡不著，且聽說壹電視要全程轉播，就決定來了。」蔡衍明並向NCC主委蘇蘅提出要求，願意以一問一答的方式，回答相關問題，但遭到蘇蘅拒絕。蔡衍明表示「我今天是來接受思想審查」、「我從來不經營政商關係，賺的每一分錢都清清白白，可以檢驗，絕無中資」、「我今天來就是要和大家比較，誰更愛台灣」。他並強調昨日所言不僅是為旺中案做說明，更是他個人的人格保衛戰。銘傳廣電系教授陳光毅則以美國為例，認為美國一九九六年通訊傳播法案，開放傳播業競爭，帶動雅虎、Google等網路媒體崛起，他認為在網路新聞充斥的今天，台灣要發生媒體壟斷很難。台藝大廣電系教授賴祥蔚表示，他對旺中經營者並無好感，旺中在這次併購案被高度檢視，但難道其他媒體新聞，就表現很好嗎？前東森電視負責人王令麟強調，NCC不能因為部分學者反對就拖延旺中併購案審查，更對股東本人言論立場嚴格審查，好像回到言論管制時代。

### NCC有條件通過旺中併購案
2012年7月25日，NCC對該案進行最後一次審議，最後做出「有條件通過」的決議，其條件包括中視新聞部應成立獨立編審制度、旺中集團蔡衍明與關係人需與中天切割、「中視新聞台」無線數位台應申請更改營運計畫為非新聞台等。但隔天7月26日其他部分媒體指稱，旺中集團宣佈當初與會審查時「根本沒有承諾」，強調昨日與會就已經告知NCC主委蘇蘅「不同意交換條件」，集團也不會因為旺中案犧牲中視或中天其他股東權益。，但此報導並無受旺中證實。NCC隔天7月27日隨即發布聲明，表示旺中集團必須接受3項停止條件，否則併購案的許可將視為無效。並說明三項條件的內容為：包括關係企業、關係人的姻親、血親都不可擁有「中天新聞台」；旗下的「中視新聞台」應該申請營運計畫變更為「非新聞台」；以及中視應設立獨立新聞編審制度，相關資料文件要送至NCC確認，併購案才能有效過關。同時說明當NCC定出這3項停止條件時，旺中集團確實有聽到，但並未立即答覆。蘇蘅表示，這3項停止條件是政府機關所做的行政處分，不需要旺中同意，若旺中不予執行，此併購案之許可就視同無效。對此旺中集團於2012年7月28日聲明絕對沒有就NCC決議，如部分媒體所稱事後「生變」或「翻盤」的情事。NCC所要求的條件，基於財產權乃是中華民國憲法保障人民之基本權利，不應涉及要求蔡衍明及其所投資之事業，對中天電視股權的處分。且由於事關中天電視及中國電視二家公司的內部營運，也需要經這二家公司的股東會或董事會同意。大股東蔡衍明先生不能因為個人對旺中寬頻的投資，犧牲掉中天及中視二家公司其他股東權益，否則後續恐遭提起法律訴訟。旺中也強調，必須等待收到正式文件後才能進一步評估執行方式。

## 後續發展

### 政治介入
2012年8月29日，民進黨主席蘇貞昌，代表民進黨，反對旺旺中時併購中嘉案，要求國家通訊傳播委員會主委石世豪，撤銷「有條件通過旺中購併案」的決議。他希望各界參與反旺中遊行，但是為尊重主辦單位，未用民進黨的名義參加，僅鼓勵黨員以個人名義參與。石世豪以此違反法律一案不兩審的精神，聲明將不會撤回決議。

### 民間反應
9月1日，台灣記者協會等民間社團，舉辦「反媒體壟斷大遊行」，約九千人到場，是22年來新聞界最大遊行事件。
《中國時報》以「誰好大？誰可怕？」為題全版廣告刊登5點聲明，到底是誰在公器私用？誰才是媒體怪獸？希望台灣各界用公平的標準檢視壹傳媒集團與中時媒體集團，過去、現在及未來，到底誰對不起台灣？誰真愛台灣？。9月4日，《中國時報》刊出社論〈黨主席恫嚇媒體 最負面的民主示範〉，認為民進黨攻擊旺中集團，將會影響言論自由。中天新聞台之下的政論節目，同樣以此為主題，對蘇貞昌的言論提出批評。
11月25日，台灣法學會、澄社與台灣守護民主平台提出法庭之友意見書，要求NCC極力捍衛做成的3項停止條款與25項附款許可。

### 事件終局
2013年2月20日，國家通訊傳播委員會決議，因3項停止條件未成就，旺中案不予通過。

## 各界評論

### 政界
- 民進黨立院黨團書記長陳亭妃說：「只要跟旺中言論不同，就用他們的媒體整版來修理人，這不是媒體大怪獸的現形嗎？」[22]
- 國民黨立委羅淑蕾表示：「NCC檯面上要求蔡衍明與中天新聞台切割，是想證明NCC關心言論過度集中的問題，但這樣做根本不夠，NCC若真有誠意，應要求旺中購併中嘉後，讓壹電視上架，把比較好的頻道給壹電視，才能促進言論自由，證明NCC審旺中案背後沒有中共的壓力。[23]做了那麼多的什麼附帶條件，有用嗎？人家根本不甩你啊？那既然不甩、不願意接受，那是不是應該撤銷啊？」[22]
- 國民黨立委李鴻鈞表示：「媒體本就是一個自由市場，台灣是一個充分民主社會，如果媒體表現不好，閱聽大眾自然會加以淘汰。台灣是個民主國家，一切都該按法規走，不能因為不喜歡而反對，「這樣豈不是共產國家？」當初NCC若一開始就有明確法律規範媒體不能集中化，今天就不會發生如此狀況；現在卻因部分聲音擔憂媒體壟斷，NCC就朝令夕改，未來還有誰敢投資媒體產業？」
- 國民黨立委蔡正元表示：「對於「反壟斷」訴求，自己實在看不慣這種「偉大的論點」，這根本是獨派擔憂中國時報這個「統媒」坐大的托詞。」[24]

### 學界
- 中研院法律學研究所副研究員黃國昌痛批「令人無法接受，這些通過的委員要負非常重的社會責任！」據NCC處理二中經驗來看，當初也同樣附上許多限制條款，包含維持新聞獨立自由等，但最終根本無法達成，如轉賣中天新聞台，以現在政府能力根本無從追查資金來源，旺中集團只要透過層層轉投資或由親近人士、基金買下，同樣能達到影響輿論效果，條款等同虛設。[23]
- 台大國家發展研究所教授暨新聞所合聘教授劉靜怡表示，附加條款在之前公聽會就該拿出，接受全民檢驗，而不是用昨天這種密室會議的方式決定。掌握了有線電視系統業者就等於掌握通路和言論，NCC與買賣雙方達成什麼承諾？難道這些業者承諾不需透過法定程序讓公民檢視？ 她質疑NCC早就預設通過立場，才有辦法在昨馬上提出附加條款內容。[23]
- 台大新聞所教授張錦華痛批，審查的4名NCC委員將是新聞自由罪人。她說，NCC以附帶條件通過購併的決定，表示有看到媒體集中化的問題，但後續如何落實和監督才是大問題，非常遺憾NCC沒有針對蔡衍明不適格經營媒體這部分駁回申請案，將再與其他學者研議後續行動。她說蔡衍明承諾傷害台灣就釋出中嘉股權，事實上他對台灣的傷害是「正在進行式」，新聞當廣告賣，已傷害台灣人民，應退出此案。[23]
- 國立中正大學傳播系副教授管中祥批，提供免費機上盒等條件都系統業者本來就該做，旺中案的附款只是在幫業者解套，NCC委員無視社會觀感通過購併案，「台灣媒體將進入黑暗期。」[23]
- 銘傳大學廣電系教授陳光毅認為，目前反旺中的聲音都是直指媒體過度集中，但放眼各國，包括歐美國家，都已無人在討論媒體集中或壟斷問題，因拜新科技所賜，網路資訊發達，所謂「壟斷」根本已經不存在，「現在還談壟斷，是完全對新科技的威力一無所知！」。輔仁大學新傳系副教授何旭初則表示，應該要先釐清壟斷的定義，中嘉案並未超過《有線電視法》規定的門檻，如果認為這個門檻不妥，應該要透過提案修法，建立一體適用的標準。玄奘大學新聞系教授杜聖聰表示外界應思考，媒體並非大就不好，傳播學界與產業界必須認真思考數位匯流，需一定規模才可能發展，這是未來傳播產業終需面對的。[25][26]

### 傳播界
- 全球規模最大的國際記者協會（International Federation of Journalists，IFJ）亞太分會發表聲明指出，旺中集團已有報紙、雜誌、無線、有線電視頻道等多種媒體，NCC這次如果又再准許併購有線電視系統，將使得「旺中」可以控制台灣近三分之一的收視戶市場，容許財團的媒體勢力如此擴張將威脅危害到台灣新聞媒體環境的多元性，呼籲台灣政府應重新檢視NCC這項決議，建立更健全法令，確保台灣媒體的獨立、自由與多元性。IFJ指出，旺中集團負責人蔡衍明先前在聽證會已間接承認，旗下媒體編輯政策有所調整妥協，在未告知讀者狀況下，有接受來自中國的廣告收入，這就是一個警訊。IFJ對於NCC的做法，表示十分憂慮。[27]
- 台灣記者協會會長陳曉宜批評，NCC提出的附帶條件內容含糊，無法解決外界擔憂的言論集中化問題，記協將討論是否採取進一步抗議行動。NCC錯誤決策已讓旺旺集團跨無線、衛星頻道，不應再通過購併有線電視系統業者，否則未來一些報導將被噤聲。[23]
- 台灣媒體觀察教育基金會董事林福岳表示，NCC悖於民意放任大型媒體集團出現，未來如何約束令人憂心！[23]
- 記協會長陳曉宜表示，在旺中併購中嘉案過程當中，讓所有新聞台的報導為之消音，這是最嚴重「寒蟬效應」！中華民國衛星廣播電視事業商業同業公會（簡稱衛星電視公會）秘書長鍾瑞昌表示，各電視台自有其專業判斷，要求大家大篇幅報導反旺中，「這不也變相干預了新聞報導的自由嗎？」，每家媒體都有報導的自由。當然，對於旺中併購中嘉，各界都有不同的意見，但現在NCC已附帶條件通過併購案，不論是記者還是學界，都應該尊重主管機關的決策。[28]

### 公民社會
- 台灣人權促進會會長賴中強表示旺中集團幫中國大肆置入政治廣告，已構成「詐欺」，有這樣紀錄的媒體經營者沒資格擴大版圖，這對未來言論多元化是極端負面的影響。[23]
- 澄社社長周志宏表示NCC委員在職權範圍內要審慎審查此案，而不是在任期將結束人數又不足狀況下，以草率方式為通過而通過此購併案。[23]
- 董智森表示，台灣新聞自由已是世界第一，全世界沒有一個地方媒體生態比台灣還自由，只有在台灣可看到記者直接拿麥克風堵到總統面前，「你有看過美國記者可以隨便拿麥克風堵歐巴馬嗎？」很多人在享受台灣的新聞自由時，卻又昧著良心說台灣新聞不自由。旺中收購中嘉案，就他觀察，在抗議聲浪的背後，其實應有勢力在運作。每個人都有自己發表意見的權利，要去中時總部抗議也是個人自由，但是不能看到很多人說要去抗議，就跟著瞎起鬨也一起去，需要花腦筋理性思考、比較判斷。[29]

### 國家通訊傳播委員會（NCC）
- NCC發言人魏學文對於反旺中人士的訴求表示，建立媒體公約，甚至透過成立工會、公證協會的協助，以避免媒體勞資雙方權利不對等，把新聞自由和編輯還給新聞工作者，「這才是正道，與更需努力的目標」。並重申，旺中併購案已審議完畢，也已函復申請者與經濟部投審會，沒有重審的空間。[30]

## 反對旺中併購中嘉案相關團體的主要論述
於2012年5月7日，由台大經濟系教授林惠玲等人提出的〈儘速駁回旺中購併案10大說明〉中，提出了為何要駁回併購案的理由，其中主要包括三大部分：
1. 若媒體併購與集中度增加，將導致新聞品質下降、弱勢服務變少、地方新聞大幅減少。而且媒體掌握通路，即掌握發聲權。節目頻道會為了爭取第四台的上架許可，迎合系統業者偏好，扭曲新聞內容；作為下游收視戶的廣大消費者則別無選擇，只能被動接受偏頗的新聞內容，其閱聽權利將遭受嚴重侵害。若併購案過關，旺中集團所擁有的上、中、下游垂直、水平暨跨媒體的資源更將是全台獨大。網路固然具有高度自由和互動性，大眾媒體仍具有實質的影響力，而媒體集中度過高，顯然仍將造成言論和市場集中的威脅。
2. 台大經濟系的兩位教授鄭秀玲及林惠玲去年（2011）9月投書媒體，以德國媒體集中調查委員會（German Communication on Concentration in the Media, KEK）的計算方式為根據，對旺中併購案若成案，將導致跨媒體過度集中。他們的計算方式是將有線電視系統，連同無線電視「中視」的3頻道，和有線電視「中天新聞」、「中天綜合」、「中天娛樂」、「東森新聞」、「東森綜合」、「東森戲劇」、「東森電影」、「東森洋片」、「東森YOYO」、「東森財經新聞」、「超視」、「森森購物 U-life 1~5台」，還有網站「中時電子報」、報紙「中國時報」、「工商日報」、雜誌「時報周刊」、「愛女生」，以及頻道代理等媒體的市佔率，乘以上述加權指數，其中有線電視系統、無線電視、有線電視、頻道代理、購物頻道的市佔率乘以1得出130.27；網際網路的市佔率乘以0.5得出4.5；報紙市佔率乘以2/3得出4.67；雜誌市佔率乘以1/10得出0.36，最後總計得出139.8%（近140%）。故推論旺中併購後的跨媒體總合影響力高達140%，遠遠超出德國許可標準30%，以此計算認定作為旺中併購後的「壟斷」最主要之依據。此計算方式最為人詬病的點在於將非新聞類的頻道列入計算，例如購物台。[31][32]
3. 旺旺中時自2009年以來，接受來自大陆各省市政府的置入性行銷新聞，此部分在2010年11月已經監察院調查屬實。2012年2月華盛頓郵報刊出蔡衍明專訪：蔡衍明的言論已近乎淪為中共傳聲筒，且公器私用、侵害媒體專業獨立之精神。政府審理併購案，應須考量併購者之適格性。 （页面存档备份，存于）

## 旺中集團的主要論述
1. 壹傳媒集團於此併購案審查期間，質疑壹電視受旺中集團從中阻擾而無法於中嘉系統上架，並就此抨擊通路商能主導媒體上架控制權。然而，於2012年5月7日NCC召開之第二次旺中併購案公聽會中，旺中表示旺中集團尚未完成中嘉併購案，故中嘉集團並非其所能掌控，因此根本不可能有所謂操控的情事。現中嘉頻道代理商、森森百貨董事趙世亨則亦強調，壹電視無法正式上架是價格問題，旺中集團並未涉入操作，且中嘉並非唯一壹電視未上能架之頻道系統商，壹電視的相關指控並非事實。
2. 2012年5月7日NCC召開第二次旺中併購案公聽會中，中嘉委任德國慕尼黑Gleiss Lutz法律事務所Ingo Brinker博士表示，台大經濟系鄭秀玲教授及林惠玲教授引用德國ＫＥＫ值計算言論集中度140%的計算方法錯誤，誤用「加權」與「加乘」之計算方法，未除以加權總額係數；在除回加權總額係數後，旺中併購後媒體集中度正確值應為21％-23％，低於25％至30％的駁回門檻。
3. 負責審核「媒體壟斷」的主管機關行政院公平交易委員會，對於旺中併購中嘉申請案於2011年４月29日裁定說明該案並無「媒體壟斷」疑慮。反對旺中併購中嘉案者所稱媒體過度集中之疑慮並不存在，更遑論言論箝制與威脅等負面效應。
4. 有關「併購者之適格性」的指控，主要包括「親中疑慮」、「置入行銷」與「公器私用」

- 蔡衍明於2012年1月31日、2月10日與5月7日NCC召開之第二次旺中併購案公聽會中公開指稱，華盛頓郵報對於其否認天安門事件真實性的報導是刻意曲解其發言；2012年2月9日旺旺中時集團執行副總經理羊曉東也指稱該專訪內文是該記者「先有答案，再剪接片語隻字填充」斷章取義而來。2012年2月10日蔡衍明在《關心大陸民主，中時依舊忠實》社論中亦提及，該專訪邀訪時曾言明是採訪旺旺集團經營布局與上市事宜之「商業性專訪」，然而專訪報導的焦點卻集中於「政治性議題」，造成外界對他的誤解，相關反對者以此為由進行「親中」的指控，顯有欠公允。
- 「置入行銷」在媒體界本就存有爭議，不僅法律上的認定標準模糊，且缺乏客觀裁定衡量標準。近年政府進行兩岸互動與交流的推廣下，對於對岸議題之宣傳操作無關國家安全，卻被認定為「置入性新聞」實有爭議。且目前網路發達，任何人均可透過網路取得對岸的相關訊息，在強調言論自由的台灣，以模糊的法令來限制媒體的操作範圍實為不妥，更凸顯相關法令的合時與合宜性問題，反對者將問題聚焦於「旺中」實有不公。
- 反對者長期以來不斷投書媒體、舉辦座談會與連署活動來反對旺中併購中嘉案，然而但有些指控與攻訐並無實質的證據。旺中媒體集團執行副總經理吳根成表示，若不理會外界批判會被說成默認，大力回擊又被質疑濫用媒體公器，國內輿論沒有人願意為他們說公道話，只要有人出來講兩句話立刻就會被網路鄉民圍剿。2012年8月17日旺中集團發表數據，表示自去前迄今壹傳媒旗下媒體《蘋果日報》有四二六則、《壹電視》有一一二七次、《壹週刊》則有廿一次報導旺中相關案件；僅在同年的八個月中，《蘋果日報》就有報導與專欄三八五則，《壹電視》則有八九七次，《壹週刊》也高達十次，幾乎可以用「密集轟炸」來形容。除了針對旺中集團總裁蔡衍明個人的人身攻擊，在NCC以通過旺中併購中嘉之後，《蘋果日報》更以大版面追蹤中時相關主管的人事消息，且結論皆為反旺中，故旺中實則身處被動之角色，並未公器私用。

旺中集團於2012年7月28日聲明，基於財產權乃是中華民國憲法保障人民之基本權利，NCC所要求的條件不應涉及蔡衍明所投資之事業，包含對中天電視股權的處分。且由於事關中天電視及中國電視二家公司的內部營運，必須需要經這二家公司的股東會或董事會同意。蔡衍明身為大股東，不能因為個人對旺中寬頻的投資，而犧牲掉中天及中視公司其他股東的權益，否則後續恐遭提起法律訴訟。

## 相關事件

### 中天電視台質疑立委葉宜津事件
2012年4月23日上午，立委葉宜津主持立法院交通委員會，因會中將討論「旺中併購中嘉」案而函請旺旺集團總裁蔡衍明出席。然當日蔡衍明並未出席，而是指派旺中寬頻董事長特助趙育培代表出席，理由是趙育培為該投資案負責人，較知悉該案細節。當日葉宜津以非蔡衍明本人到場為由，質疑趙育培並未獲授權，而要求離場，趙育培則認為葉宜津此處理方式「對人不對事」，個人受辱而退席抗議。當日下午13時中視《新聞愛逗陣》與中天新聞台14時的《新台灣星光大道》節目隨即報導上午該事件之發生，抨擊葉宜津處理不當。葉宜津則表示，該節目之報導應屬旺中集團授意攻擊，她已錄下內容，將訴諸司法。
2012年4月，對於旺旺中時媒體集團接續數天修理職司議程的立法院交通委員會召委葉宜津，羅淑蕾直稱「離譜！」她強調，若無法對跨媒體有所限制，發生在葉身上的事也會發生在每個人身上，她本來還認為不至於發生壟斷，但發生葉宜津事件，「我堅決反對！」她表示從沒痛恨一個媒體到這樣程度，她氣憤質疑：「難道是順我者生、逆我者亡嗎？吐血！恐怖到極點」。
中天總監梁天俠強調，中天從未刻意修理反對旺中案的立委，並舉例指出，藍營立委羅淑蕾自2011年底就曾表態反對旺中，但累計至2012年4月，中天對羅淑蕾累計正面報導就有三十則；民進黨自2011中就反對旺中案，但民進黨籍之潘孟安與管碧玲等人，也都曾獲得中天六到七則的正面報導。
針對該事件，梁天俠表示葉宜津擔任交通委員會召集委員主持會議的爭議並非中天獨有洞見，且質疑立法院指定蔡衍明到場的動機並不單純，表示立委監督人民團體不符合憲政邏輯。他更認為，公眾人物本應被從嚴檢驗，相信對葉宜津的批評是合理的公評。

### 立委蔡正元質疑黃國昌事件
2012年5月9日，國民黨立法委員蔡正元於立法院教育委員會質詢中央研究院院長翁啟惠，質詢中針對在旺中案中呼籲拒絕媒體怪獸的中研院法律學研究所副研究員黃國昌提出批評。蔡正元主張該案屬於商業競爭，學者不應評論涉入，點名黃國昌不應該打著中研院名號抨擊旺中購併案，質疑該研究單位的正當性。蔡正元要求翁啟惠節制黃國昌的言論，並揚言：「黃國昌若繼續這樣，明年中研院法律所預算砍一半。」
針對此事件，相關團體抨擊蔡正元不應以刪除預算為要脅打壓學術與言論自由，台灣學術界並發起連署，向時任國民黨主席馬英九以及行政院長陳冲抗議，要求承諾反對並約束以政治力打壓公共言論空間的行為。

### 旺中案走路工事件
《中國時報》2012年7月27日，在2版以4分之3的版面報導7月25日有上百位以各種方式遮掩臉部的學生，出現在NCC大樓前抗議購併案，現場並同時拍攝到一名白衣女子於抗議途中發錢給參與學生，質疑該場抗議為「走路工」事件。當日，中天新聞台各節新聞也有類似報導，並且將當天不同時段也曾至NCC抗議的學者黃國昌，以及前述「走路工」事件之影像剪接在一起，質疑曾於網路號召抗議的黃國昌涉入「走路工」事件。對於中天新聞台以及中國時報的質疑，黃國昌僅回應對該走路工團體「毫無所悉」。然而，即使當天黃國昌到場抗議的時間點與「走路工」事件發生之時間完全錯開，且黃國昌的確無涉於該群「走路工」，中天新聞台各節新聞及《新台灣星光大道》、《新聞龍捲風》等談話性節目持續以「黃國昌身為當天網路號召到NCC反旺中抗議之發起人」、「黃國昌長期以來扮演反旺中活動的關鍵角色」、「黃國昌對不當的走路工事件應具體澄清與批判」來質疑黃國昌不應對該事件以「毫無所悉」來回應。
長期反對旺中的台灣新聞記者協會也對此發表聲明，指控中天新聞台以剪接手法模糊時間差，混淆「走路工」事件以及當天自發前往抗議的「反媒體壟斷聯盟」學生，並且將毫無關係的黃國昌以「查證回應」的方式惡意連結，抹黑為走路工事件發起人。台灣新聞記者協會並以「以最惡質的新聞操作手法抹黑學者」為名，痛批旺中媒體集團。
另有網友在中天新聞畫面中發現時報週刊副總編輯林朝鑫竟出現在「走路工」隊伍之中。由於周刊副總編輯出現在新聞第一現場十分不尋常，網友因此將林朝鑫出現在「走路工」隊伍中的新聞影片截圖、加註人名並質疑此事為旺中集團自導自演的假新聞。對於網友質疑，中天則稱將對該名截圖網友提出法律追訴。

## 外部連結
- 對談最後催告 民團：相信蔡衍明有誠信
- 60位學者連署 要中時回歸「忠實」 （页面存档备份，存于）
- 面對媒體巨獸之社會行動 （页面存档备份，存于）
- 旺中媒體壟斷事件簿 （页面存档备份，存于）